# فريتز هوزر
فريتز هوزر هو فنان إيقاعي وملحن سويسري، ولد في 29 مارس 1953 في بازل في سويسرا.

## وصلات خارجية
- الموقع الرسمي
- فريتز هوزر على موقع IMDb (الإنجليزية)
- فريتز هوزر على موقع ميوزك برينز (الإنجليزية)
- فريتز هوزر على موقع أول ميوزيك (الإنجليزية)
- فريتز هوزر على موقع ديسكوغز (الإنجليزية)